# Syenit

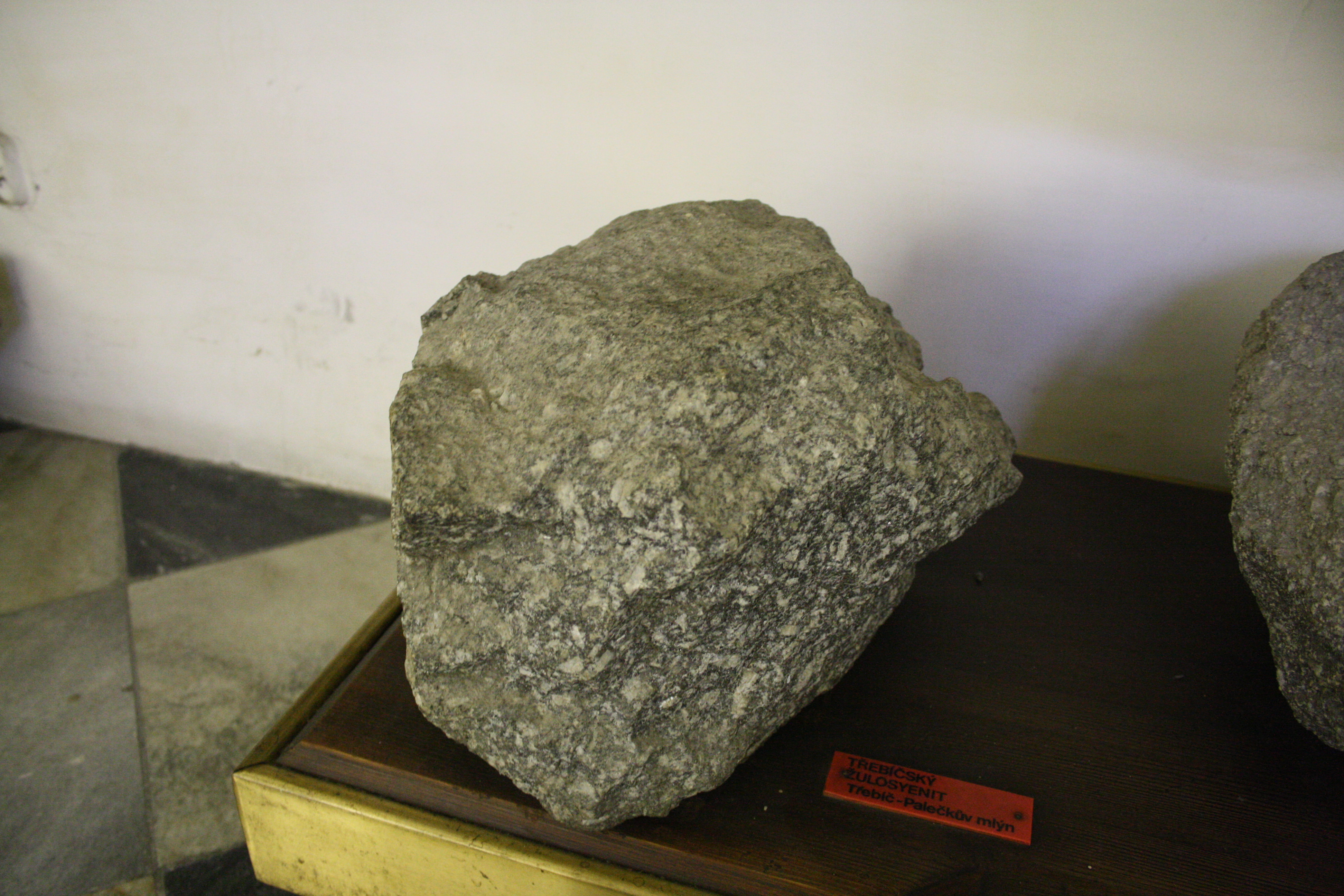
Žulosyenit z okolí Třebíče

Syenit je hrubozrnný hlubinný magmatit (vyvřelá hornina) intermediálního složení. Na rozdíl od žuly (granitu) neobsahuje křemen. Bývá obvykle také poněkud tmavších barev než žula. Hlavní složkou jsou alkalické živce (ortoklasy). Dále obsahuje biotit a amfibol nebo augit. Jako podružné součásti v něm najdeme i plagioklasy, apatit, zirkon, titanit a železné rudy.
Hypoabysálními ekvivalenty syenitu jsou syenitový porfyr a lamprofyry mineta a vogesit. Efuzivním ekvivalentem je trachyt. Samostatné variety syenitu jsou křemitý, křemito-alkalický, foiditický a foiditicko-alkalický syenit.
Označení syenit původně patřilo amfibolickému granitu, bylo odvozeno od řeckého pojmenování města Syene (dnes egyptský Asuán). Pro syenit toto pojmenování zavedl Harry Rosenbusch.

## Složení a vlastnosti

Syenit v diagramu QAPF

Syenity jsou složeny hlavně ze živců s převahou draselných živců (ortoklas, anortoklas, mikroklin) nad kyselým plagioklasem, z vedlejších minerálů je zastoupen amfibol, biotit nebo zřídka i pyroxen.. Křemen je přítomen jen v akcesorickém množství a nepřesahuje 5 %. Struktura je většinou hrubozrnná a porfyrická. Makroskopicky mohou být syenity velmi podobné tonalitům. Některé odrůdy syenitů mají zvýšený obsah foidů, zejména nefelínu, velmi častý je proto tzv. nefelinický syenit. Tmavé (melanokátní) syenity jsou někdy označovány jako durbachit.

## Výskyt

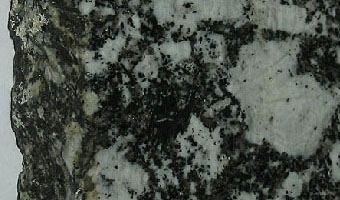
Syenit z České republiky

Syenit není běžná hornina. Sám většinou netvoří větší tělesa, spíše jej lze nalézt na okrajích granitoidních, gabrových nebo dioritových intruzí.
Nalézt jej lze v Nové Anglii, Arkansasu, Montaně, New Yorku, Švýcarsku, Německu, Norsku, na Ukrajině (Volyňská oblast), v Rusku na Urale nebo u Krasnojarsku, též v Kazachstánu, na Kavkaze a v Střední Asii. V Českém masivu jsou známy výskyty poblíž Tábora, Vodňan, Prachatic a Jihlavy.
Na Slovensku se v malém množství vyskytuje v okolí města Modra (místní část Harmónia) v Malých Karpatech.

## Použití
Užívá se především jako stavební kámen. Ve starověké architektuře (například v Egyptě) byl užíván i jako sochařský materiál pro tvorbu monumentálních soch. Velmi kvalitní syenity se užívají k výrobě ušlechtilých kamenických výrobků.